# Defensor del lector
El defensor del lector (en inglés, press ombudsman) es un cargo que existe en algunos medios de comunicación. Se encarga de atender las quejas y sugerencias del público y ayuda a que en la elaboración de los textos periodísticos se observen las normas profesionales y éticas del medio.